# Långsjöskogen
Långsjöskogen är ett naturreservat i Borlänge kommun i Dalarnas län.
Området är naturskyddat sedan 2008 och är 37 hektar stort. Reservatet ligger nordväst om Långsjön och besår av högstammiga glesa blandskogar med tallar, granar, björkar och aspar.